# Fernando María Bargalló
Fernando María Bargalló (Buenos Aires, 18 de dezembro de 1954) é um clérigo argentino e bispo católico romano emérito de Merlo-Moreno.
Bargalló estudou filosofia e teologia católica romana. Foi ordenado sacerdote em 15 de agosto de 1978 em San Isidro. Ele recebeu seu doutorado em dogmática pela Pontifícia Universidade Gregoriana de Roma.
Em 27 de abril de 1994, o Papa João Paulo II o nomeou bispo titular de Hirina e bispo auxiliar da diocese de Morón. Foi ordenado bispo pelo Bispo de Morón, Dom Justo Oscar Laguna, em 31 de maio de 1994 na Catedral de Morón; Co-consagrantes foram Alcides Jorge Pedro Casaretto, Bispo de San Isidro, Juan Rubén Martinez, Bispo de Reconquista, Emilio Bianchi di Cárcano, Bispo de Azul e José María Arancibia, Arcebispo de Mendoza.
Em 13 de maio de 1997, foi nomeado primeiro bispo da recém-fundada diocese de Merlo-Moreno, perto da capital argentina, Buenos Aires. Foi membro do Comitê de Caritas e Pastoral Social da Conferência Episcopal Argentina AICA. Bargalló também foi secretário-geral da Caritas para a América Latina e o Caribe e presidente da Caritas Argentina.
Em junho de 2012, ele foi flagrado e fotografado pela imprensa no México em uma praia tomando banho com uma mulher. Depois que Bargalló anunciou inicialmente que a mulher retratada na foto da imprensa era "uma conhecida de infância", ele admitiu pouco tempo depois que tinha "uma relação mais próxima" com essa mulher. Bargalló ofereceu sua renúncia ao episcopado. Em 26 de junho de 2012, o Papa Bento XVI aceitou sua renúncia.